# A ciascun'alma presa e gentil core
A ciascun'alma presa e gentil core è il primo sonetto contenuto nella Vita Nova di Dante Alighieri. Lo stesso autore afferma di aver composto il testo per salutare «tutti li fedeli d'Amore» e per chiedere loro «che giudicassero» un sogno fatto dopo aver incontrato Beatrice per la seconda volta, all'età di 18 anni. In questo sogno il poeta vede Amore personificato che tiene in braccio Beatrice addormentata avvolta in un drappo sanguigno. In una delle mani Amore tiene il cuore del poeta e, dopo aver svegliato la donna, le fa mangiare il cuore, cosa che ella fa «dubitosamente», cioè con paura. A questo punto la gioia si trasforma in dolore e il poeta vede Amore, con la donna tra le braccia, andare verso il cielo, piangendo.
Tra coloro che fornirono un'interpretazione del sogno Dante segnala Guido Cavalcanti che scrisse a sua volta il sonetto Vedeste, al mio parere, onne valore. 